# Beignon
Beignon (Benion trong tiếng Bretage) là một xã ở tỉnh Morbihan, vùng Bretagne tây bắc Pháp. Xã này có diện tích 24,87 km², dân số năm 1999 là 818 người. Khu vực này có độ cao từ 52-212 mét trên mực nước biển.
Cư dân của Beignon danh xưng trong tiếng Pháp là Beignonnais.